# Salmo 98

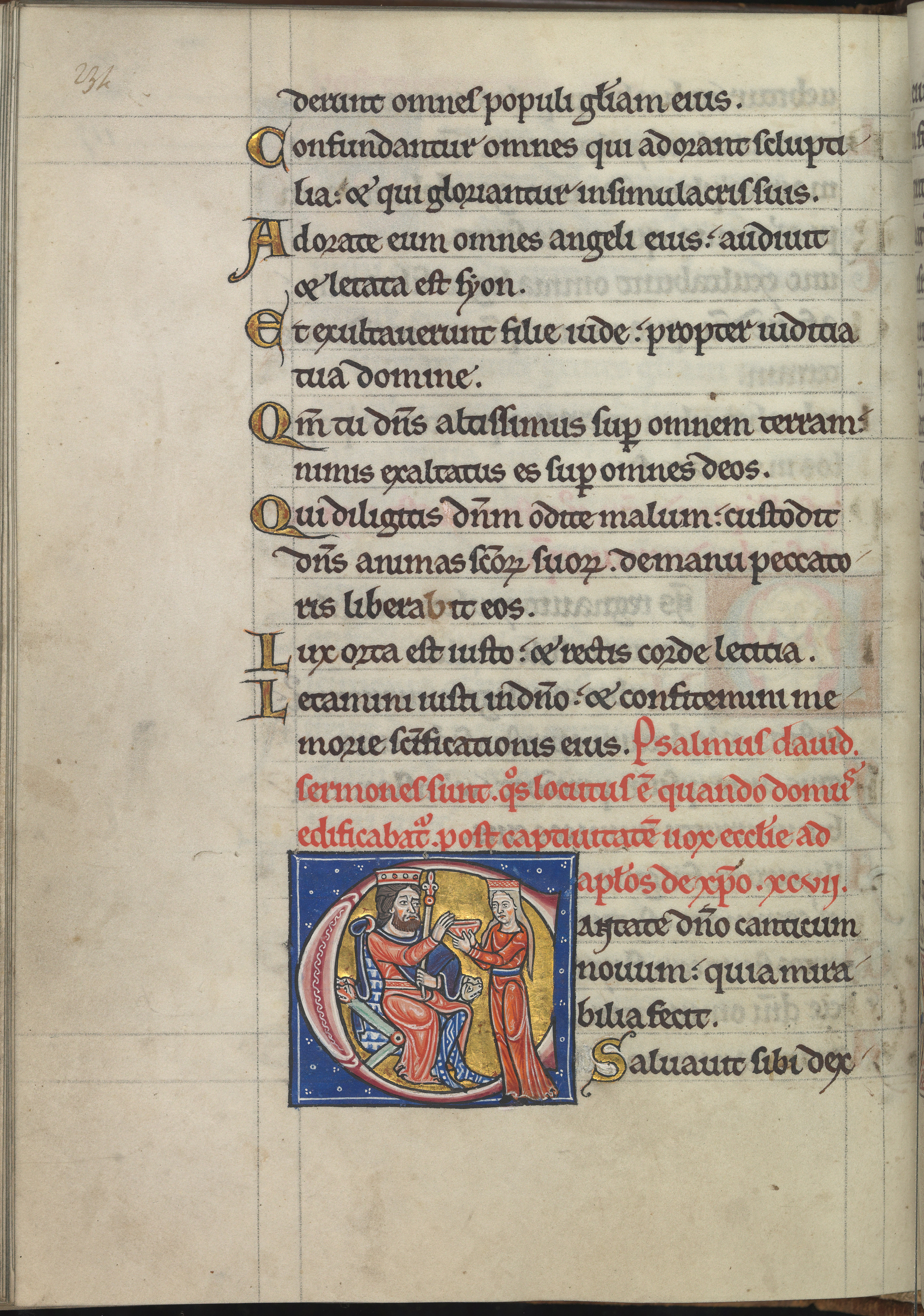
Inicio de Cantate Domino, con una letra C iluminada en el Salterio de Leonor de Aquitania (c. 1185)

El Salmo 98 es el 98.º salmo del Libro de los Salmos, que comienza en inglés en la versión de la Biblia del rey Jacobo: «Cantad al Señor un cántico nuevo, porque ha hecho maravillas». El Libro de los Salmos comienza la tercera sección del Tanaj (la Biblia hebrea) y, como tal, es un libro del Antiguo Testamento cristiano. En el sistema de numeración ligeramente diferente de la versión griega Septuaginta de la Biblia, y en la latina Vulgata, este salmo es el «Salmo 97». En latín, se conoce como «“Cantate Domino”». El salmo es un salmo himno, uno de los Salmos reales, que alaba a Dios como Rey de su pueblo. Al igual que el Salmo 33 y el Salmo 96, llama a cantar «un cántico nuevo».
El salmo forma parte habitual de las liturgias judía, católica, luterana, anglicana y otras liturgias protestantes. Ha inspirado himnos como «Joy to the World» y «[[Nun singt ein neues Lied dem Herren]» y a menudo se ha puesto música, incluso por Claudio Monteverdi, Marc-Antoine Charpentier, Dieterich Buxtehude y Antonín Dvořák, que lo puso en checo en sus «Canciones bíblicas».

## Antecedentes y temas
El Salmo 98 describe la redención de Israel por parte de Dios y el regocijo que se producirá. También presenta muchas expresiones e instrumentos musicales y canciones. Según el Midrash Tanchuma, el Salmo 98 es la décima y última canción que cantará el pueblo judío después de la redención final. Gramaticalmente, la referencia a un shir chadash (שיר חדש, una nueva canción) en el versículo 1 es una construcción masculina, en contraste con la shira (שירה, canción) mencionada a lo largo del Tanakh, una construcción femenina. Así, el Midrash enseña que el shir chadash es una canción del futuro. 

## Texto
La siguiente tabla muestra el texto en hebreo del Salmo con vocales, junto con el texto griego koiné de la Septuaginta y la traducción al español de la Biblia del Rey Jacobo. Tenga en cuenta que el significado puede diferir ligeramente entre estas versiones, ya que la Septuaginta y el texto masorético provienen de tradiciones textuales diferentes. En la Septuaginta, este salmo se numera como Salmo 97.
La siguiente tabla muestra el texto hebreo del Salmo con vocales junto con una traducción al inglés basada en la traducción de la JPS 1917 (ahora en el dominio público).
| # | Hebreo                                                               | Español | Griego |
| - | -------------------------------------------------------------------- | --- | --- |
| 1 | מִזְמ֡וֹר שִׁ֤ירוּ לַיהֹוָ֨ה ׀ שִׁ֣יר חָ֭דָשׁ כִּֽי־נִפְלָא֣וֹת עָשָׂ֑ה הוֹשִׁיעָה־לּ֥וֹ יְ֝מִינ֗וֹ וּזְר֥וֹעַ קׇדְשֽׁוֹ׃ | (Salmo.) Cantad al Señor un cántico nuevo, porque ha hecho maravillas; su diestra y su santo brazo le han dado la victoria.                             | Ψαλμὸς τῷ Δαυΐδ. - ΑΣΑΤΕ τῷ Κυρίῳ ᾆσμα καινόν, ὅτι θαυμαστὰ ἐποίησεν ὁ Κύριος· ἔσωσεν αὐτὸν ἡ δεξιὰ αὐτοῦ καὶ ὁ βραχίων ὁ ἅγιος αὐτοῦ. |
| 2 | הוֹדִ֣יעַ יְ֭הֹוָה יְשׁוּעָת֑וֹ לְעֵינֵ֥י הַ֝גּוֹיִ֗ם גִּלָּ֥ה צִדְקָתֽוֹ׃                             | El SEÑOR ha dado a conocer su salvación; ha manifestado su justicia ante los ojos de las naciones.                                                      | ἐγνώρισε Κύριος τὸ σωτήριον αὐτοῦ, ἐναντίον τῶν ἐθνῶν ἀπεκάλυψε τὴν δικαιοσύνην αὐτοῦ.                                                 |
| 3 | זָ֘כַ֤ר חַסְדּ֨וֹ ׀ וֶ֥אֱֽמוּנָתוֹ֮ לְבֵ֢ית יִשְׂרָ֫אֵ֥ל רָא֥וּ כׇל־אַפְסֵי־אָ֑רֶץ אֵ֝֗ת יְשׁוּעַ֥ת אֱלֹהֵֽינוּ׃       | Él se ha acordado de su misericordia y de su verdad para con la casa de Israel; todos los confines de la tierra han visto la salvación de nuestro Dios. | ἐμνήσθη τοῦ ἐλέους αὐτοῦ τῷ ᾿Ιακὼβ καὶ τῆς ἀληθείας αὐτοῦ τῷ οἴκῳ ᾿Ισραήλ· εἴδοσαν πάντα τὰ πέρατα τῆς γῆς τὸ σωτήριον τοῦ Θεοῦ ἡμῶν.  |
| 4 | הָרִ֣יעוּ לַ֭יהֹוָה כׇּל־הָאָ֑רֶץ פִּצְח֖וּ וְרַנְּנ֣וּ וְזַמֵּֽרוּ׃                                | Haced alegre ruido al SEÑOR, toda la tierra; haced ruido, regocijaos y cantad alabanzas.                                                                | ἀλαλάξατε τῷ Θεῷ, πᾶσα ἡ γῆ, ᾄσατε καὶ ἀγαλλιᾶσθε καὶ ψάλατε·                                                                          |
| 5 | זַמְּר֣וּ לַיהֹוָ֣ה בְּכִנּ֑וֹר בְּ֝כִנּ֗וֹר וְק֣וֹל זִמְרָֽה׃                                    | Cantad al SEÑOR con el arpa; con el arpa y la voz de un salmo                                                                                           | ψάλατε τῷ Κυρίῳ ἐν κιθάρᾳ, ἐν κιθάρᾳ καὶ φωνῇ ψαλμοῦ·                                                                                  |
| 6 | בַּ֭חֲצֹ֣צְרוֹת וְק֣וֹל שׁוֹפָ֑ר הָ֝רִ֗יעוּ לִפְנֵ֤י ׀ הַמֶּ֬לֶךְ יְהֹוָֽה׃                            | Con trompetas y sonido de corneta, haced un ruido alegre delante del SEÑOR, el Rey.                                                                     | ἐν σάλπιγξιν ἐλαταῖς καὶ φωνῇ σάλπιγγος κερατίνης ἀλαλάξατε ἐνώπιον τοῦ Βασιλέως Κυρίου.                                               |
| 7 | יִרְעַ֣ם הַ֭יָּם וּמְלֹא֑וֹ תֵּ֝בֵ֗ל וְיֹ֣שְׁבֵי בָֽהּ׃                                         | Que brame el mar y todo lo que lo llena, el mundo y los que lo habitan.                                                                                 | σαλευθήτω ἡ θάλασσα καὶ τὸ πλήρωμα αὐτῆς, ἡ οἰκουμένη καὶ πάντες οἱ κατοικοῦντες ἐν αὐτῇ.                                              |
| 8 | נְהָר֥וֹת יִמְחֲאוּ־כָ֑ף יַ֝֗חַד הָרִ֥ים יְרַנֵּֽנוּ׃                                       | Que las riadas aplaudan, que se alegren juntas las colinas                                                                                              | ποταμοὶ κροτήσουσι χειρὶ ἐπὶ τὸ αὐτό, τὰ ὄρη ἀγαλλιάσονται,                                                                            |
| 9 | לִ֥פְֽנֵי יְהֹוָ֗ה כִּ֥י בָא֮ לִשְׁפֹּ֢ט הָ֫אָ֥רֶץ יִשְׁפֹּֽט־תֵּבֵ֥ל בְּצֶ֑דֶק וְ֝עַמִּ֗ים בְּמֵישָׁרִֽים׃               | Ante el SEÑOR, porque viene a juzgar la tierra; juzgará al mundo con justicia y a los pueblos con equidad.                                              | ὅτι ἥκει κρῖναι τὴν γῆν· κρινεῖ τὴν οἰκουμένην ἐν δικαιοσύνῃ καὶ λαοὺς ἐν εὐθύτητι.                                                    |

## Comentarios

### De la Iglesia católica

#### A todo el salmo
El Salmo 98 guarda gran similitud con el inicio y el cierre del Salmo 96, aunque en este caso la invitación a cantar parece dirigida directamente al pueblo de Israel (v. 1). La alegría que se anunciaba en el Salmo 97 se expresa aquí mediante una celebración con instrumentos musicales (vv. 4-6). Al igual que en los salmos anteriores, también se reconocen ecos de otros salmos y de pasajes del segundo Isaías. El salmo se estructura en tres partes: primero, un llamado a alabar a Dios por las maravillas realizadas en favor de Israel (vv. 1-3); luego, una exhortación a toda la tierra a unirse a esa alabanza (vv. 4-6); y finalmente, una invitación a la creación entera a regocijarse ante la venida del Señor como justo juez (vv. 7-9).
La base de esta alabanza es la acción salvadora de Dios, que ha recordado su misericordia y fidelidad hacia su pueblo (v. 3; cf. Is 41,8-9). Esta misma idea está presente en el Magnificat de María, donde se exaltan las obras grandes de Dios, culminadas en el envío del Mesías. Por ello, este salmo se proclama en la liturgia de la solemnidad de la Inmaculada Concepción, en honor a María como la máxima expresión de la gracia divina.

#### A los versículos 1-6
El salmo presenta al Señor como un guerrero victorioso que salva a su pueblo, evocando tanto el éxodo como el retorno del destierro. La imagen del brazo poderoso de Dios (v. 1) remite a pasajes como Éxodo 15,16 e Isaías 40,10; 51,5.9, donde se resalta su intervención eficaz. La salvación manifestada responde a la fidelidad divina a la Alianza (v. 3), y ha sido visible ante todos los pueblos, como afirman también Salmo 96,10 e Isaías 52,10. La tierra entera, por tanto, queda implicada en esta manifestación de justicia y salvación. Israel expresa su júbilo en el Templo, con música y sonidos festivos de cuernos, y las demás naciones son incluidas en esta aclamación universal al Señor como Rey.

¡Oh, hermanos e hijos, vosotros que sois brotes de la Iglesia universal, semilla santa del reino eterno, los regenerados y nacidos en Cristo! Oídme: Cantad por mí al Señor un cántico nuevo. “Ya estamos cantando”, decís. Cantáis, sí, cantáis. Ya os oigo. Pero procurad que vuestra vida no dé testimonio contra lo que vuestra lengua canta. Cantad con vuestra voz, cantad con vuestro corazón, cantad con vuestra boca, cantad con vuestras costumbres (…). ¿Preguntáis qué alabanzas debéis cantar? Resuene su alabanza en la asamblea de los fieles. La alabanza del canto reside en el mismo cantor. ¿Queréis rendir alabanzas a Dios? Sed vosotros mismos el canto que vais a cantar. Vosotros mismos seréis su alabanza, si vivís santamente.

#### A los versículos 7-9
El salmo concluye con la convocatoria a la creación entera —mares, ríos y montes— para que se una a la alabanza al Señor, en vista de su venida como juez justo. Esta dimensión cósmica y escatológica, presente también al final del Salmo 96, expresa la esperanza en un reinado divino basado en la justicia y la equidad. Desde una perspectiva cristiana, esta esperanza alcanza su cumplimiento en la redención obrada por Cristo. Según Romanos 8,20-21, la creación, aunque sujeta a la corrupción, espera ser liberada para participar en la gloria de los hijos de Dios. En este proceso de restauración participa activamente la comunidad cristiana, como parte del proyecto redentor de Dios que abarca no solo a la humanidad, sino a toda la creación.

Deben [los fieles] conocer la naturaleza íntima de todas las criaturas, su valor y su ordenación a la alabanza divina. Deben también ayudarse entre sí a crecer en santidad a través de las actividades, incluso las profanas, de tal manera que el mundo se impregne del Espíritu de Cristo y consiga más eficazmente su fin en la justicia, en el amor y la paz.

## Usos

### Judaísmo
El Salmo 98 es el cuarto de los seis salmos recitados durante el servicio de Kabbalat Shabat (Bienvenida al Shabat) en las comunidades asquenazí, jasídica y algunas sefardíes. Es uno de los salmos adicionales recitados durante la oración matutina en Shabat en la tradición sefardí. Según el Abudraham, este salmo corresponde al séptimo de las Diez Enunciaciones de la Creación, «Que pululen las aguas» (Génesis 1:20), que se corresponde con el versículo 7 de este salmo, «Que ruja el mar».
El versículo 6 es uno de los diez versículos recitados durante el Mussaf Amidah en Rosh Hashaná en los versículos de Shofarot.

### Cristianismo
El salmo puede recitarse como cántico en la liturgia anglicana de la Iglesia de Inglaterra de la Oración de la tarde, según el Libro de Oración Común como alternativa al Magnificat, cuando se hace referencia a él por su íncipit como Cantate Domino. No está incluido como cántico en el «culto común», pero sí aparece en el salterio.
El versículo 3 se cita en el cántico de alabanza de María, el Magnificat, en Lucas 1 Luke 1:54.

## Ajustes musicales

### Himnos
Loys Bourgeois puso el salmo en el Salterio Ginebrino, con una melodía utilizada más tarde también para el himno alemán «Nun singt ein neues Lied dem Herren» (1967) de Georg Thurmair, una paráfrasis del salmo. «Regocijad, Jesús nació», uno de los villancicos más populares, es una adaptación lírica del Salmo 98 escrita en 1719 por Isaac Watts y musicada por Lowell Mason con una melodía atribuida a George Frideric Handel. El himno de 1941 «Singt dem Herrn ein neues Lied (Kempf)» también se inspiró en el salmo.

### Motetes
Heinrich Schütz compuso una versión en métrica alemana del Salmo 98 en el Salterio Becker, publicado en 1628, Singet dem Herrn ein neues Lied, SWV 196. Marc-Antoine Charpentier compuso en 1679-80 una Cantate Domino, H.176, para tres voces, dos instrumentos agudos y continuo. Michel-Richard de Lalande compuso un gran motete (S.72) en 1720, al igual que Étienne Moulinier, Dieterich Buxtehude, Nicolas Bernier, Charles-Hubert Gervais CHG.36, Henry Madin HM.12, Louis Grénon, Jean-Joseph de Mondonville y Claudio Monteverdi.
Georg Philipp Telemann compuso Singet dem Herrn ein neues Lied, TWV 1:1345 que es una adaptación del Salmo 98.
El compositor checo Antonín Dvořák puso música a parte del Salmo 98 (junto con parte del Salmo 96) como n.º 10 de sus Canciones bíblicas en 1894. John Rutter utilizó el salmo como primer movimiento de su obra coral The Falcon. Los arreglos también fueron escritos por David Conte y por Arvo Pärt en latín.
Bernard Barrell compuso Show Yourselves Joyful unto the Lord, un himno para coro femenino y órgano, Op. 130 (1993).
Andrew Lloyd Webber adaptó el salmo como himno de coronación para la Coronación de Carlos III en 2023.